# Bayasgalan Garidmagnai
Bayasgalan Garidmagnai (mongolo: Баясгалангийн Гарьдмагнай; Ulan Bator, 17 settembre 1985) è un calciatore mongolo, centrocampista del Selenge Press e della Nazionale mongola.

## Carriera

### Club
Gioca dal 2003 al 2007 all'Ulaanbatar Mazaalai. Nel 2007 passa all'Erchim. Nel 2011 gioca all'Ulaanbatar Mazaalai. Nel 2012 si trasferisce all'Erchim. Nel 2014 viene acquistato dal Khoromkhon. Nel 2015 passa al Selenge Press

### Nazionale
Dal 2003 ha raccolto varie presenze con la Nazionale mongola di cui è uno dei calciatori più rappresentativi.

## Palmarès

### Club
- Campionato di calcio mongolo: 6

Erchim: 2007, 2008, 2012, 2013
Ulaanbatar Maazalai: 2011
Khoromkhon: 2014

### Individuale
- Capocannoniere del campionato mongolo: 2

2007 (15 gol), 2008 (15 gol)